# Tyrannochromis
Genre
Tyrannochromis est un genre de poissons de la famille des Cichlidae.

## Liste des espèces
Selon FishBase (26 janv. 2017) :
- Tyrannochromis macrostoma (Regan, 1922)
- Tyrannochromis maculiceps (Ahl, 1926)
- Tyrannochromis nigriventer Eccles in Eccles & Trewavas, 1989
- Tyrannochromis polyodon (Trewavas, 1935)